# Hanno Wienhausen
Hanno Wienhausen (ur. 24 lipca 1982 r. w Wesel) – niemiecki wioślarz.

## Osiągnięcia
- Mistrzostwa Świata – Monachium 2007 – dwójka ze sternikiem – 5. miejsce[1].
- Mistrzostwa Świata – Poznań 2009 – czwórka bez sternika – 7. miejsce[1].